# طوحان
طوحان، روستایی از توابع بخش مرکزی شهرستان جیرفت در استان کرمان ایران است.
فامیل‌های بزرگ این روستا شامل زارعی، امینی، سلیمانی، سالاری، ملایی، بحرینی، مشایخی می‌باشد.
کار عمده این روستا عمدتاً کشاورزی در حوزه سیب زمینی پیاز و محصولات گلخانه ای (خیارسبز، بادمجان، فلفل، توت فرنگی) است.

## جمعیت
این روستا در دهستان دولت‌آباد قرار دارد و براساس سرشماری مرکز آمار ایران در سال ۱۳۹۰، جمعیت آن ۱۷۶۰ نفر (۴۷۰خانوار) بوده است.